# Racing Club Star Verviers
Maillots
Dernière mise à jour : 27 mars 2025.
Le Stade Verviétois est un club de football belge localisé dans la ville de Verviers dans la Province de Liège.
Ce cercle tire son appellation d'une fusion intervenue au terme de la saison 2022-2023, entre le Stade Disonais (matricule 9410) qui joue à ce moment en D2 mateur ACFF et le Racing Club Star Verviers (matricule 33) qui évolue alors au  trois étages plus bas, soit la 2e Provinciale . 
Aux origines le matricule 33 est celui du Fléron FC qui devient, par fusion avec R. Star FC Romsée (porteur du matricule 4154), le Royal Star Fléron Football Club.
Dix-huit ans plus tard, le matricule 33 fusionne l'Alliance Verviers (matricule 9657) le 1er juillet 2020. Conservant le matricule 33, le club installe l'équipe première au stade de Bielmont à Verviers dans la province de Liège.
Initialement dénommé Fléron FC, le cercle est un des plus vieux de football belge. Il est initialement localisé dans la commune de Fléron, située à une dizaine de kilomètres au Sud-Est du centre de Liège. 
Le matricule 33 a évolué pendant 43 saisons en séries nationales dont 9 au 2e niveau de la hiérarchie. Jusqu'à la fusion de 2023, il n'a plus joué en « nationales » pendant 48 saison, soit depuis mai 1975.

## Repères historiques généraux
- 1904 : 12 juin 1904, fondation de FLÉRON FOOTBALL CLUB.
- 1908 : 14 août 1908, FLÉRON FOOTBALL CLUB s'affilie à l'URBSFA.
- 1926 : 21 décembre 1926, l'URBSFA publie dans son journal officiel « La Vie Sportive » la première liste du « Registre des matricules » nouvellement créé. FLÉRON FOOTBALL CLUB reçoit le n°33.
- 1930 : 17 juin 1930, reconnu Société Royale, FLÉRON FOOTBALL CLUB (33) devient le ROYAL FLÉRON FOOTBALL CLUB (33).
- 1944 : 19 avril 1944, création au sein du « Patronage Saint-Joseph » de Romsée su STAR FOOTBALL CLUB ROMSÉE. Le club s'affilie auprès de l'URBSFA le 21 août 1944 et se voit attribuer le n° de matricule 4154.
- 1994 : vers le 23 décembre 1994, STAR FOOTBALL CLUB ROMSÉE (4154) est reconnu « Société Royale ».
- 1995 : 1er juillet 1995, STAR FOOTBALL CLUB ROMSÉE (4154) prend l'appellation de ROYAL STAR FOOTBALL CLUB ROMSÉE (4154).
- 2002 : 1er juillet 1995, ROYAL FLÉRON FOOTBALL CLUB (33) fusionne avec ROYAL STAR FOOTBALL CLUB ROMSÉE (4154) pour former ROYAL STAR FLÉRON FOOTBALL CLUB(33).

- 2015 : fondation de ÉTOILE VERVIÉTOISE  qui s'affilie à l'URBSFA et se voit attribuer le n° de matricule 9603.
- 2015 : création de CERCLE SPORTIF JEUNESSE VERVIÉTOISE  qui s'affilie à l'URBSFA et reçoit le n° de matricule 9657.
- 2019 : 1er juillet 2019 CERCLE SPORTIF JEUNESSE VERVIÉTOISE (9657) et ÉTOILE VERVIÉTOISE (9603) fusionnent pour former ALLIANCE SPORTIVE VERVIERS (9657).
- 2020 : 1er juillet 2020, ROYAL STAR FLÉRON FOOTBALL CLUB (33) fusionne avec ALLIANCE SPORTIVE VERVIERS (9657) pour former RACING CLUB STAR VERVIERS (33). Le choix du nom est induit par la volonté d'avoir les initiales « R.C.S.V. ».
- 2023 : juillet 2023, RACING CLUB STAR VERVIERS (33) fusionne avec STADE DISONNAIS (9410) pour former STADE VERVIÉTOIS (33).

## Histoire

### Fondation et premiers passages en nationales
Le club est fondé le 12 juin 1904 sous le nom de Fléron FC. Il s'affilie à l'URBSFA le 28 août 1908, et est versé dans les championnats régionaux liégeois. En 1921, le club atteint pour la première fois les séries nationales quand il monte en Promotion, à l'époque second niveau national (le 3e n'existe pas encore). Il est le septième club de la Province de Liège à jouer en Nationale. L'expérience ne dure qu'une saison, le club ayant terminé dernier, il est renvoyé vers les séries régionales. Il parvient à remonter un an plus tard, mais termine à nouveau dernier et doit redescend.

### Retour en nationales et premier titre
En 1926, la Fédération crée un troisième niveau national, qui hérite du nom de « Promotion ». Le Fléron FC fait partie des « clubs fondateurs » de ce niveau, signant son retour dans les séries nationales. Le 26 décembre 1926 quand l'Union Belge publie la toute première liste des n° matricule qu'elle vient de créer, le club se voit attribuer le n° 33. Quelques mois plus tard, il remporte le titre dans sa série, et est ainsi promu en Division 1, le nouveau nom du deuxième niveau national. Lors de sa 3e troisième saison à ce niveau, le club ne peut éviter la dernière place et est donc relégué d'un cran dans la hiérarchie.
Durant les saisons qui suivent, le club doit lutter pour son maintien en Promotion. Il est reconnu « Société Royale » en 1930 et prend le nom de Royal Fléron Football Club. Il termine dernier en 1931, mais grâce à la création d'une nouvelle série en Division 1, il n'y a aucun relégué cette saison-là en Promotion. Ce n'est qu'un maigre sursis pour le club, qui finit avant-dernier l'année suivante, et se retrouve donc relégué vers les compétitions régionales. Il remonte un an plus tard, pour redescendre après une saison. Le club parvient à revenir une nouvelle fois en Promotion en 1935 et entame un long séjour dans les divisions nationales.

### Vingt ans en nationales, la meilleure période du club
Le club doit lutter pour son maintien durant deux saisons, évitant la relégation de justesse. En 1939, il remporte le titre dans sa série de manière surprenante, et remonte ainsi en Division 1. Il doit néanmoins patienter pour y faire son retour sur le terrain, les compétitions sportives étant interrompues par le déclenchement de la Seconde Guerre mondiale. Celles-ci reprennent en 1941, et Fléron parvient pour la première fois à se maintenir en fin de saison au deuxième niveau national. Il termine dernier de sa série en 1944, juste avant une nouvelle interruption des championnats à cause des conflits. À la fin de ceux-ci, la fédération nationale décide d'annuler toutes les relégations subies pendant les trois « championnats de guerre », ce qui permet au club de la banlieue liégeoise de réintégrer la Division 1. Il obtient son meilleur classement en 1947 avec une neuvième place finale. Mais un an plus tard, le club termine dernier et est relégué en Promotion. Il n'est plus jamais remonté au deuxième niveau national depuis lors.
Le RFC Fléron dispute quatre saisons à ce niveau, qu'il termine à chaque fois en milieu de classement. En 1952, il finit à la neuvième place, ce qui ne l'empêche pas d'être relégué vers le nouveau quatrième niveau national, qui prend le nom de Promotion. Après une bonne première saison, le club doit à nouveau lutter contre la relégation par la suite. Avant-dernier en 1956, il doit quitter les séries nationales après 21 ans de présence ininterrompue.

### Dernières saisons en nationales
Le club ne traîne pas longtemps en provinciales, et remonte en Promotion un an après. Il remporte dans la foulée le titre dans sa série et retrouve la Division 3 en 1958. Il décroche la troisième place de son groupe la saison suivante, puis rentre dans le rang. Après deux saisons terminées dans le ventre mou du classement, Fléron finit avant-dernier en 1962 et est relégué en Promotion. C'est à ce jour sa dernière saison de présence au troisième niveau national. Deux ans plus tard, il subit une nouvelle relégation et retourne en première provinciale. Il parvient à revenir en nationales après une saison mais ne peut éviter la relégation en 1967.
Le club remporte un nouveau titre provincial en 1968 et retrouve ainsi la Promotion. Il y dispute six bonnes saisons, frôlant de justesse un nouveau titre en 1971, devancé d'un point par son voisin du RFC Herve. Mais après ces bonnes années, le club vit une saison difficile et ne peut éviter la relégation en 1975. Le club retourne alors en première provinciale, et n'est plus jamais remonté en nationales depuis.

### Relatif anonymat des séries provinciales
Le club chute dans la hiérarchie provinciale durant les décennies suivantes, jusqu'à tomber en troisième provinciale. En 2002, le club est remonté en deuxième provinciale. Il fusionne alors avec le Royal Star Romsée, un club de l'entité de Romsée, porteur du matricule 4154, et devient le Royal Star Fléron Football Club, conservant son matricule 33. En 2012, le club est relégué en 3e Provinciale.

### «Conflit de voisinage»
En juin 2012, le R. Star Fléron FC instaure l'« École des Jeunes de Fléron » (EJF) dans le but de développer l'aspect formation, et qui nouera par la suite un partenariat avec les professionnels du Royal Standard de Liège.Mais après un peu plus de cinq années d'existence, un litige oppose les responsables de l'EJF et la direction de son club. En 2018, un subside de 5 000 € est accordé pour l'obtention d'un label bien déterminé, mais n'aurait pas été reversée à la section responsable des jeunes comme prévu dans une convention. Le litige dégénère en schisme, et lors de la saison 2018-2019, l'EJF demande un matricule à la fédération. C'est sous le nom d'Entente Jeunesse Fléron (matricule 9703) qu'elle poursuit ses activités, en tant que club indépendant à part entière.
Au fil des mois qui suivent, les relations entre deux entités désormais distinctes ne vont pas en s'améliorant. La cohabitation est rapidement chaotique dans les installations de « l'Espace Sports » de Fléron.

### Fusion et déménagement à Verviers
Dans le courant de la saison 2019-2020, les premiers contacts sont noués entre les dirigeants du matricule 33 et ceux de la toute récemment constituée Alliance Sportive Verviers (matricule 9657). Cette dernière est issue d'une autre fusion, un an plus tôt, entre les clubs du Cercle Sportif Jeunesse Verviétoise tout juste fondé sur les cendres du RCS Verviers (matricule 8) et l'Étoile Verviétoise (matricule 9603) ,. 
Les deux entités tombent d'accord en février 2020 pour une fusion. À partir du 1er juillet 2020, le club devient le Racing Club Star Verviers, le choix de l'appellation venant de la volonté de retrouver les initiales « R.C.S.V. » de l'ancien matricule 8. Parmi les motivations citées pour cette fusion, outre l'intérêt sportif, le conflit persistant entre le Royal Star Fléron et l'EJF, qui partageaient le même stade,. 
Le rapide arrêt et l'annulation de la saison 2020-2021 à cause de la pandémie de Covid-19 laisse nombre d'observateurs sur leur faim quant à la structuration, la viabilité et donc les chances de réussite de la nouvelle implantation verviétoise de « l'ancien Fléron ».

### Retour en séries nationales
Au terme de la saison 2022-2023, le matricule 33 termine à la 9e place (sur 16) en 2e Provinciale série « C ». Malgré cet anonymat, le club qui devient Stade Verviétois par fusion bondit de trois niveaux vers la D2 Amateur ACFF. Le Racing Club Star Verviers s'unit avec le Stade Disonais (matricule 9410) qui a accédé au 4e niveau nationale en 2022 après seulement deux exercices passés au 5e étage. Pour l'anecdote, on se rappellera que le cercle au matricule 9410 a été fondé en 2000 à la suite de la disparition du R. Dison Sport (matricule 63) lequel avait fusionné avec le... R. CS Verviétois (matricule 8).

## Ancien logos

Logo du R. Star Fléron FC jusqu'en 2020

## Résultats dans les divisions nationales
Statistiques mises à jour le 8 décembre 2024 (terme de la saison 2023-2024)

### Palmarès
- 2 fois champion de Division 3 en 1927 et 1939.
- 1 fois champion de Promotion en 1958.

### Bilan
| Niv | Divisions     | Jouées | Titres | TM Up | TM Down |
| --- | ------------- | ------ | ------ | ----- | ------- |
| I   | 1re nationale | 0      | 0      |       |         |
| II  | 2e nationale  | 9      | 0      |       |         |
| III | 3e nationale  | 18     | 2      |       |         |
| IV  | 4e nationale  | 17     | 1      |       |         |
| V   | 5e nationale  | 0      | 0      |       |         |
|     |               |        |        |       |         |
|     | TOTAUX        | 44     | 3      | 0     | 0       |

- TM Up : test-match pour départager des égalités, ou toutes formes de Barrages ou de Tour final pour une montée éventuelle.
- TM Down : test-match pour départager des égalités, ou toutes formes de Barrages ou de Tour final pour le maintien.

### Saisons
| Ordre               | Saison  | Nom du club             | Niveau                  | Classement final        | Remarques               |
| ------------------- | ------- | ----------------------- | ----------------------- | ----------------------- | ----------------------- |
| 1                   | 1921-22 | Fléron FC               | Promotion (D2)          | 14e/14                  | Relégué!                |
| séries régionales   |         |                         |                         |                         |                         |
| 2                   | 1923-24 | Fléron FC               | Promotion (D2)          | 14e/14                  | Relégué!                |
| séries régionales   |         |                         |                         |                         |                         |
| 3                   | 1926-27 | Fléron FC               | Promotion (D3) série C  | 1er/14                  | Champion et promu!      |
| 4                   | 1927-28 | Fléron FC               | Division 1 (D2)         | 14e/14                  | Relégué !               |
| 5                   | 1928-29 | Fléron FC               | Promotion (D3) série C  | 11e/14                  |                         |
| 6                   | 1929-30 | Fléron FC               | Promotion (D3) série B  | 10e/14                  |                         |
| 7                   | 1930-31 | Fléron FC               | Promotion (D3) série B  | 14e/14                  | [ saisons 1 ]           |
| 8                   | 1931-32 | R. Fléron FC            | Promotion (D3) série D  | 13e/14                  | Relégué!                |
| séries régionales   |         |                         |                         |                         |                         |
| 9                   | 1933-34 | R. Fléron FC            | Promotion (D3) série D  | 14e/14                  | Relégué!                |
| séries régionales   |         |                         |                         |                         |                         |
| 10                  | 1935-36 | R. Fléron FC            | Promotion (D3) série A  | 5e/14                   |                         |
| 11                  | 1936-37 | R. Fléron FC            | Promotion (D3) série B  | 11e/14                  |                         |
| 12                  | 1937-38 | R. Fléron FC            | Promotion (D3) série B  | 10e/14                  |                         |
| 13                  | 1938-39 | R. Fléron FC            | Promotion (D3) série A  | 1er/14                  | Champion et promu!      |
| xx                  | 1939-40 | Compétitions arrêtées   | Compétitions arrêtées   | Compétitions arrêtées   | Compétitions arrêtées   |
| xx                  | 1940-41 | Compétitions régionales | Compétitions régionales | Compétitions régionales | Compétitions régionales |
| 14                  | 1941-42 | R. Fléron FC            | Division 1 (D2) série A | 12e/14                  |                         |
| 15                  | 1942-43 | R. Fléron FC            | Division 1 (D2) série A | 13e/16                  |                         |
| 16                  | 1943-44 | R. Fléron FC            | Division 1 (D2) série B | 15e/15                  | [ saisons 2 ]           |
| xx                  | 1944-45 | Compétitions arrêtées   | Compétitions arrêtées   | Compétitions arrêtées   | Compétitions arrêtées   |
| 17                  | 1945-46 | R. Fléron FC            | Division 1 (D2) série B | 11e/18                  |                         |
| 18                  | 1946-47 | R. Fléron FC            | Division 1 (D2) série A | 9e/17                   |                         |
| 19                  | 1947-48 | R. Fléron FC            | Division 1 (D2) série B | 16e/16                  | Relégué!                |
| 20                  | 1948-49 | R. Fléron FC            | Promotion (D3) série D  | 10e/16                  |                         |
| 21                  | 1949-50 | R. Fléron FC            | Promotion (D3) série C  | 3e/16                   |                         |
| 22                  | 1950-51 | R. Fléron FC            | Promotion (D3) série C  | 11e/16                  |                         |
| 23                  | 1951-52 | R. Fléron FC            | Promotion (D3) série D  | 9e/16                   | Relégué!                |
| 24                  | 1952-53 | R. Fléron FC            | Promotion série B       | 7e/16                   |                         |
| 25                  | 1953-54 | R. Fléron FC            | Promotion série B       | 13e/16                  |                         |
| 26                  | 1954-55 | R. Fléron FC            | Promotion série D       | 11e/16                  |                         |
| 27                  | 1955-56 | R. Fléron FC            | Promotion série D       | 15e/16                  | Relégué!                |
| séries provinciales |         |                         |                         |                         |                         |
| 28                  | 1957-58 | R. Fléron FC            | Promotion série C       | 1er/16                  | Champion et promu!      |
| 29                  | 1958-59 | R. Fléron FC            | Division D3 série A     | 3e/16                   |                         |
| 30                  | 1959-60 | R. Fléron FC            | Division 3 série B      | 10e/16                  |                         |
| 31                  | 1960-61 | R. Fléron FC            | Division 3 série B      | 7e/16                   |                         |
| 32                  | 1961-62 | R. Fléron FC            | Division 3 série B      | 15e/16                  | Relégué!                |
| 33                  | 1962-63 | R. Fléron FC            | Promotion série C       | 10e/16                  |                         |
| 34                  | 1963-64 | R. Fléron FC            | Promotion série C       | 15e/16                  | Relégué!                |
| séries provinciales |         |                         |                         |                         |                         |
| 35                  | 1965-66 | R. Fléron FC            | Promotion série B       | 13e/16                  |                         |
| 36                  | 1966-67 | R. Fléron FC            | Promotion série A       | 14e/16                  | Relégué!                |
| séries provinciales |         |                         |                         |                         |                         |
| 37                  | 1968-69 | R. Fléron FC            | Promotion série D       | 6e/16                   |                         |
| 38                  | 1969-70 | R. Fléron FC            | Promotion série D       | 6e/16                   |                         |
| 39                  | 1970-71 | R. Fléron FC            | Promotion série A       | 2e/16                   | [ saisons 4 ]           |
| 40                  | 1971-72 | R. Fléron FC            | Promotion série B       | 4e/16                   |                         |
| 41                  | 1972-73 | R. Fléron FC            | Promotion série A       | 6e/16                   |                         |
| 42                  | 1973-74 | R. Fléron FC            | Promotion série B       | 9e/16                   |                         |
| 43                  | 1974-75 | R. Fléron FC            | Promotion série B       | 14e/16                  | Relégué!                |
| séries provinciales |         |                         |                         |                         |                         |
| 44                  | 2023-24 | Stade Verviétois        | D2 Amateur ACFF         | 12e/18                  |                         |
| 45                  | 2024-25 | Stade Verviétois        | D2 Amateur ACFF         | .../18                  |                         |